# Pseudaphycus coccurae
Pseudaphycus coccurae är en stekelart som beskrevs av Sharkov 1995. Pseudaphycus coccurae ingår i släktet Pseudaphycus och familjen sköldlussteklar. Inga underarter finns listade i Catalogue of Life.